# Leave It Beautiful
Leave It Beautiful è il primo album in studio della cantante norvegese Astrid S, pubblicato nel 2020.

## Tracce
1. Marilyn Monroe – 2:54 (Astrid Smeplass, Eyelar Mirzazadeh, Frederik Ball, Frederik Eichen, Jakob Hazell, Svante Halldin)
2. Can't Forget – 2:53 (Smeplass, James Norton, Hazell, Halldin)
3. Hits Different – 2:38 (Smeplass, Tia Scola, Hazell, Halldin)
4. It's Okay If You Forget Me – 3:24 (Smeplass, Caroline Pennell, Hazell, Halldin)
5. Dance Dance Dance – 2:39 (Smeplass, Litens Anton Nilsson, Hazell, Halldin)
6. Airpods – 2:12 (Smeplass, Amy Wadge, Hazell, Halldin)
7. Good Choices – 3:35 (Smeplass, Caroline Furoyen, Henry Flint, George Flint)
8. Obsessed – 2:56 (Smeplass, Hazell, Halldin)
9. If I Can't Have You – 2:15 (Smeplass, Maria Hazell, Hazell, Halldin)
10. Leave It Beautiful – 3:04 (Smeplass, Emily Warren, Hazell, Halldin, Ludvig Soderberg)